# Mister Teen Nicaragua 2015
Mister Teen Nicaragua 2015, correspondiente al año 2015, se realizó el 12 de julio de 2015 en el Holiday Inn Convention Center. Al final del evento Brandon Valdivia de Estelí, tituló a su sucesor Diógenes Camacho de Managua.

## Resultados

### Resultados
| Resultados                       | Delegados                      |
| -------------------------------- | ------------------------------ |
| Mister Teen Nicaragua 2015       | Managua - Diógenes Camacho     |
| Mister Teen Model Nicaragua 2015 | Chinandega - Alejandro Estrada |
| 1.° Finalista                    | Jinotega - Jasson Aráuz        |
| 2.° Finalista                    | Boaco - Javier González        |
| 3.° Finalista                    | Masaya - Max Rocha             |
| 4.° Finalista                    | Masaya - Samuel Baltodano      |
| 5.° Finalista                    | Masaya - Ricardo Arias         |